# Leptoneta taramellii
Leptoneta taramellii is een spinnensoort in de taxonomische indeling van de Leptonetidae.
Het dier behoort tot het geslacht Leptoneta. De wetenschappelijke naam van de soort werd voor het eerst geldig gepubliceerd in 1956 door Carl Friedrich Roewer.